# کورده آیگبوسی
کورده آیگبوسی (انگلیسی: Korede Aiyegbusi؛ زادهٔ ۱۵ ژوئیهٔ ۱۹۸۸) بازیکن فوتبال اهل بریتانیا است.
از باشگاه‌هایی که در آن بازی کرده‌است می‌توان به باشگاه فوتبال سروت ۱۸۹۰، باشگاه فوتبال سیاه‌جامگان خراسان، باشگاه فوتبال اسپورتینگ کانزاس‌سیتی، و باشگاه فوتبال اسکیلستونا اشاره کرد.